# لحمار (المفلحي)

تعديل مصدري - تعديل

لحمار هي إحدى قرى عزلة المفلحي بمديرية المفلحي التابعة لمحافظة لحج، بلغ تعداد سكانها 259 نسمة حسب تعداد اليمن لعام 2004.